# Honda NS 750
De Honda NS 750 was een fabrieks-flattrackracer die Honda in 1981 en 1982 inzette in het Amerikaanse AMA Grand National Championship. De machine was rechtstreeks afgeleid van de Honda CX 500. 

## Voorgeschiedenis

### Honda sportactiviteiten in de VS
De Amerikaanse markt was voor Honda zo belangrijk, dat het veel modellen speciaal voor deze markt bouwde. Toch scheen het merk zich niet bijzonder te interesseren voor typisch Amerikaanse motorsportevementen, zoals de Daytona 200, de flattrackraces en het AMA Grand National Championship. In 1966 kreeg Bob Hansen via American Honda hulp van het Racing Service Center bij het opbouwen van twee Honda CR 450-racers voor de Daytona 200 en in 1971 won Dick Mann de Daytona 200 met een Honda CR 750. De flattrack en daarmee het Grand National Championship werd echter gedomineerd door de Harley-Davidson XR 750, een luchtgekoelde V-twin met kopklepmotor die 85 à 90 pk leverde. Korte tijd hadden de Britse Triumphs en BSA's wedstrijden kunnen winnen en Kenny Roberts had in 1973 en 1974 gewonnen met een machine gebaseerd op de Yamaha XS 650. Eind jaren zeventig zag Honda ook wel in dat de marketing in de VS een duw in de rug zou krijgen van resultaten in het Grand National Championship. Men gaf daarvoor steun aan Jerry Griffith, een framebouwer die ook al frames voor de Yamaha TZ 250-flattrackracer van Kenny Roberts gemaakt had. Toen Roberts in het wereldkampioenschap wegrace ging rijden kreeg Jeff Haney de machines. Yamaha gaf echter geen steun en Haney koos voor een Honda XR 500-blok waarvoor Griffith een dubbel wiegframe maakte. Honda realiseerde zich dat ze met de CX 500 ook een V-twin in huis had en besloot deze machine in te zetten in het Grand National Championship.

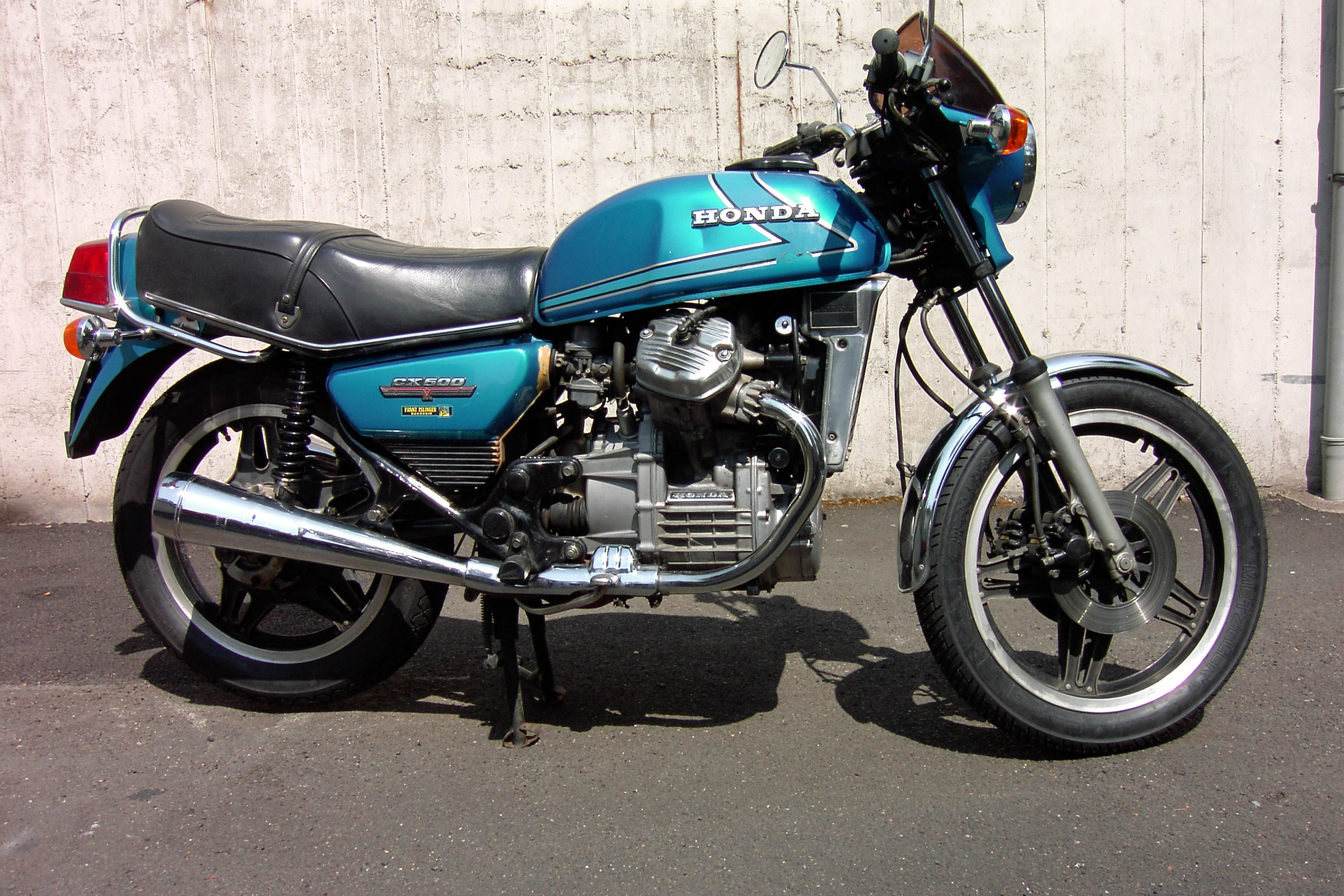
De basis voor het eerste prototype was deze CX 500

### Oorspronkelijke motor
De CX 500-motor was vloeistofgekoeld en de blokhoek bedroeg slechts 80°. De cilinders waren naar 22° buiten gedraaid, wat als voordelen had dat de uitlaatbochten langs de radiateur liepen en dat de carburateurs onder de tank zaten, zonder de scheenbenen van de berijder te hinderen. Het nadeel van die verdraaiing van de cilinders was dat de aandrijving van een bovenliggende nokkenas niet door een ketting of riem kon geschieden. Honda koos dan ook voor een morseketting-aangedreven hoogliggende nokkenas, waarbij de vier kleppen per cilinder door korte stoterstangen en tuimelaars aangestuurd werden. Aan de voorkant van de nokkenas zat de ventilatoraandrijving, aan de achterkant zat de koelvloeistofpomp. In tegenstelling tot andere langsgeplaatste motoren zat de dynamo niet aan de voorkant, maar aan de achterkant van de krukas. Aan de voorkant zat het aandrijftandwiel voor de koppeling en een klein tandwieltje dat via een ketting de oliepomp aandreef. 

### 1979, Honda CX 500 Flattrack racer
Griffith vermoedde dat Honda bezig was met de ontwikkeling van een 600cc-turbo-versie van de CX 500 en vroeg het Racing Service Center om een dergelijk blok zonder de turbocompressor. Dat kwam er echter niet (het bestond ook niet, uiteindelijk kwam pas in 1983 de Honda CX 650-serie op de markt). Griffith moest dus werken met het 50pk-sterke CX 500 blok, waarvan hij de cilinderkoppen niet kon omdraaien. Hij moest het motorblok echter wel 90° rechtsom draaien om kettingaandrijving mogelijk te maken. Daardoor kwamen de carburateurs aan de linkerkant te zitten. Bij de CX 500 zaten ze de rijder niet in de weg, bij deze machine zaten ze allebei aan die kant die een flattracker gebruikte om zijn been uit te steken. Daarom werden de schuimluchtfilters naar voren en naar achteren gebogen, wat weer als nadeel had dat er een "bocht" in het inlaattraject kwam. In 1979 of 1980 kwam Shoichiro Irimajiri op verzoek van de American Honda Motor Company naar het circuit van San Jose om een flattrackrace te bekijken, maar hij zag daarbij ook dat de machine vermogen tekort kwam en minstens 10 mijl per uur te langzaam was. Toch liet hij zich op de machine fotograferen, trots als hij was op zijn eerste raceproject.

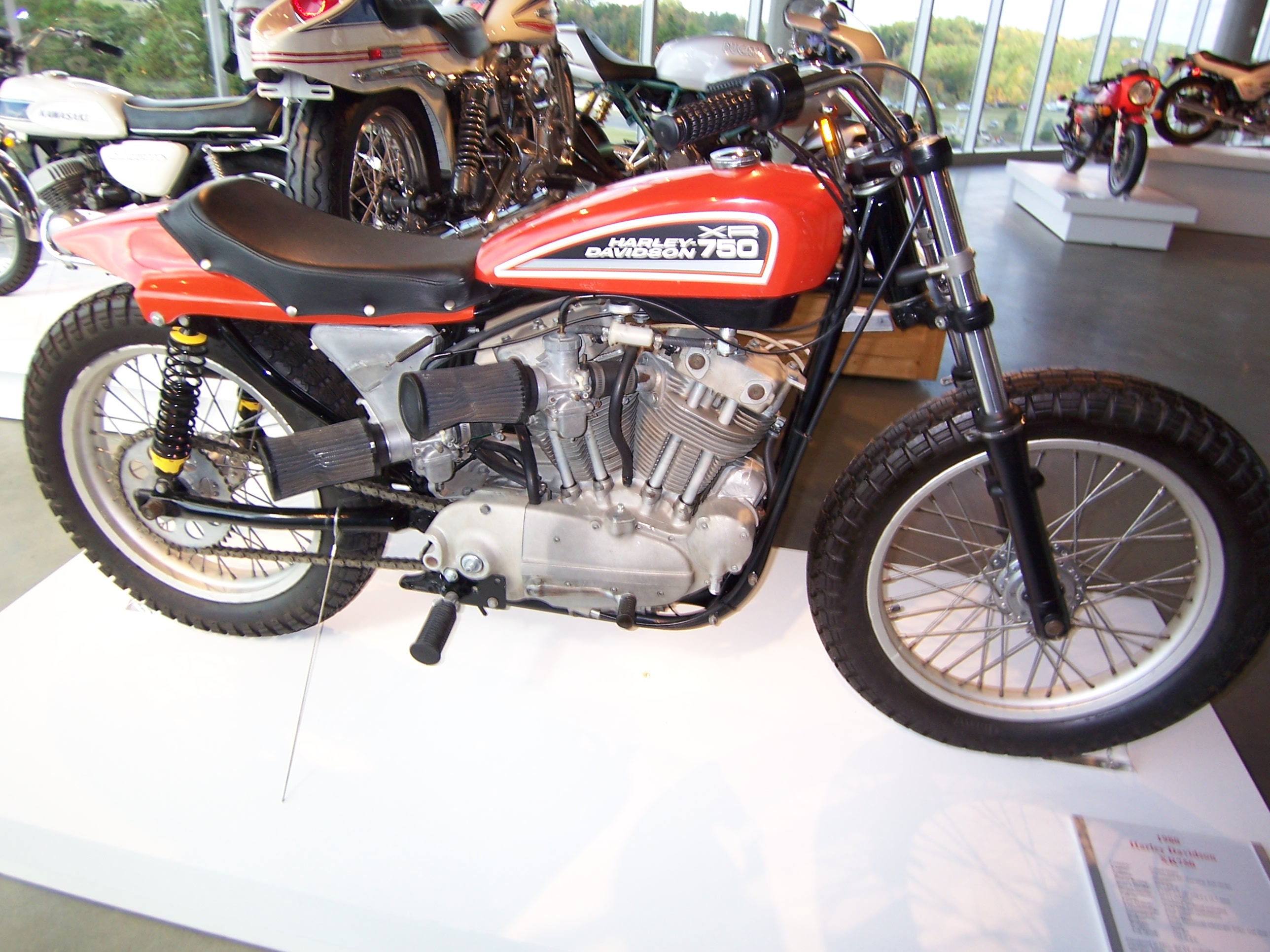
De concurrent: Harley-Davidson XR 750

## ca. 1980-1982, CX 750 prototype/NS 750
Als snel werd besloten de 500 op 750 cc te brengen, maar dat ging niet zonder slag of stoot. Alleen de boring vergroten was niet mogelijk. Die zou op ten minste 95 mm moeten worden gebracht, 17 mm meer dan de oorspronkelijke boring. Daarom werd de krukas verstevigd en van een slag van 63 mm voorzien en bracht men de boring op 87 mm. Aanvankelijk, in de prototypeperiode, heette de machine nog "CX 750" en zaten de carburateurs nog steeds links, maar al snel veranderde de naam in "NS 750" en draaide men de cilinderkoppen, zodat de grote papieren luchtfilters aan de rechterkant kwamen te zitten. Honda moest voor de AMA-homologatie onderdelen voor ten minste 25 machines maken, terwijl er slechts 5 of 6 daadwerkelijk werden gebouwd. Men kon ze niet aan privérijders verkopen omdat ze te traag waren. Griffith ging uit van het frame voor de XR 500, maar bouwde later samen met Hank en Ted Booty, Mike Kidd, Terry Poovey en Mike Pearson nog een aantal frames, zowel met dubbele schokdempers als monoshocks. De machine werd bereden door Scott Pearson en Freddie Spencer, zonder succes. Pearson won een Grand National-race op de halve mijl van Louisville. Tegen het einde van zijn bestaan leverde de machine 90 à 92 pk, maar door de dunne koelwand rond de cilinders kon de machine slechts vijf ronden zijn volle vermogen leveren. Daarna viel het terug doordat er luchtbellen ontstonden door kokend koelwater. Ook dat was te voorkomen geweest door gebruik van koelvloeistof met een hoger kookpunt, maar dat is in races verboden. Er moet gewoon water worden gebruikt.

## Einde
Uiteindelijk waren Jerry Griffith en het Racing Service Center ver gekomen met de ontwikkeling van de NS 750, temeer omdat de machine nog steeds afstamde van de Honda CX 500. Aan het eind van zijn bestaan stuurde de machine tamelijk goed en ook het vermogen was flink gegroeid, maar het was niet genoeg om Harley-Davidson te verslaan. De machine vormde echter een goede basis voor zijn opvolger, de RS 750 D, die door HRC werd ontwikkeld op basis van de VT 750 C, die van zichzelf al een dwarsgeplaatste V-twin had. Die machine won vier jaar op rij het Grand National Championship: in 1984 met Ricky Graham en in 1985, 1986 en 1987 met Bubba Shobert.